# Chiedere scusa
Chiedere scusa è un singolo della cantante italiana Anna Tatangelo, pubblicato il 4 maggio 2018.
Il brano, scritto da Matteo Buzzanca, segna il ritorno della cantante sulle scene musicali dopo tre anni di assenza.

## Descrizione
Il brano segna il suo ritorno nell'ambito musicale, dopo 3 anni di assenza. 
Il brano è autobiografico, nonostante non sia stato scritto dalla cantante. 
Inoltre, il brano partecipa al Summer Festival di quell'anno.
La cantante rivela:
« Questo brano è molto importante per me, è un brano che parla della donna che sono diventata, dopo aver subito pregiudizi sulla mia carriera, ma anche sulla mia vita privata, è una mia ripartenza artistica e personale » 

## Video musicale
Il videoclip del brano è stato girato da Federico Merlo ed è stato pubblicato il 4 maggio 2018 sul canale Vevo-YouTube della cantante.
Il videoclip vede protagonista la cantante, che si mostra in tuta e poco trucco mentre affronta degli esercizi.

## Il brano
La canzone è autobiografica, nonostante non sia stata scritta dalla cantante.
Racconta di una donna che è pronta a ricominciare da sola la sua vita lasciando il buio alle spalle.

## Tracce
Testi e musiche di Matteo Buzzanca.
1. Chiedere scusa – 3:11

## Classifiche
| Classifica (2018)             | Posizione massima |
| ----------------------------- | ----------------- |
| Italia (airplay indipendenti) | 10                |

## Summer Festival
Anna Tatangelo si esibisce con Chiedere scusa durante la seconda puntata della sesta edizione del Summer Festival, in onda su Canale 5 il 24 giugno 2018.